# Coupe latine de rink hockey 1999
Navigation
Coupe latine de rink hockey 1998 Coupe latine de rink hockey 2000
La Coupe latine de rink hockey 1999 est la 17e édition de la compétition organisée par le Comité européen de rink hockey. Cette édition a lieu à Pico, au Portugal du 13 mars au 14 mars 1999. L’Espagne remporte pour la sixième fois ce tournoi.

## Déroulement
Les quatre équipes s'affrontent sous la forme d'un tournoi à élimination directe.

## Classement et résultats
|  | Demi-finales | Demi-finales |          |   | Finale | Finale |
|  | Demi-finales | Demi-finales |          |   | Finale | Finale |
|  |              |              |          |   |        |        |
|  |              |              |          |   |        |        |
|  |              |              |          |   |        |        |
|  | Portugal     | 7            |          |   |        |        |
|  | Portugal     | 7            |          |   |        |        |
|  | France       | 1            |          |   |        |        |
|  | France       | 1            | Portugal | 4 |        |        |
|  |              |              | Portugal | 4 |        |        |
|  |              | Espagne      | 5        |   |        |        |
|  | Italie       | Espagne      | 5        | 1 |        |        |
|  | Italie       |              |          | 1 |        |        |
|  | Espagne      | 3            |          |   |        |        |
|  | Espagne      | 3            | 3e place |   |        |        |
|  |              |              |          |   |        |        |
|  |              |              |          |   |        |        |
|  |              |              |          |   |        |        |
|  | Italie       | 6            |          |   |        |        |
|  | Italie       | 6            |          |   |        |        |
|  | France       | 3            |          |   |        |        |
|  | France       | 3            |          |   |        |        |

## Sources
- (pt) Cet article est partiellement ou en totalité issu de l’article de Wikipédia en portugais intitulé « Taça Latina de 1999 » (voir la liste des auteurs).